# Ílán Rámón
Ílán Rámón (héber betűkkel אילן ראמן, izraeli angol átírással Ilan Ramon, született Ilan Wolferman 1954. június 20. – 2003. február 1.) az Izraeli Légierő vadászpilótája, és később ő az első izraeli űrhajós. Részt vett az Opera hadműveletben, később ő felügyelte a hasznos terhet az STS–107-en, a Columbia űrrepülőgép katasztrófával végződött küldetésén, mikor a sikló a légköri ereszkedés során szétszakadt, vele együtt hét ember életét követelve. A roncsok nagy része a Texas állam keleti részén fekvő Palestine nevű város körzetére hullott. Halála után megkapta a Kongresszusi Űrhajós Becsületmedált.
Az űrben vezetett naplójából 37 oldalt megtaláltak. Az erősen károsodott szöveget egy év alatt sikerült helyreállítani, és még négy év kellett hozzá, hogy rendőr szakértők a szöveg 80%-át megfejtsék. Rámón özvegye két lapot kiállíttatott egy jeruzsálemi múzeumban. Az űrben töltött tizenhat napból az első hat napon írt Rámón naplót, az utolsó napon ezt írta: „Ma van az első nap, hogy úgy éreztem, valóban az űrben élek. Az űrben élő és dolgozó ember lettem.”

## Emlékezete
Nevét a Rámón nemzetközi repülőtér viseli.